# Giraffe (sterrenbeeld)

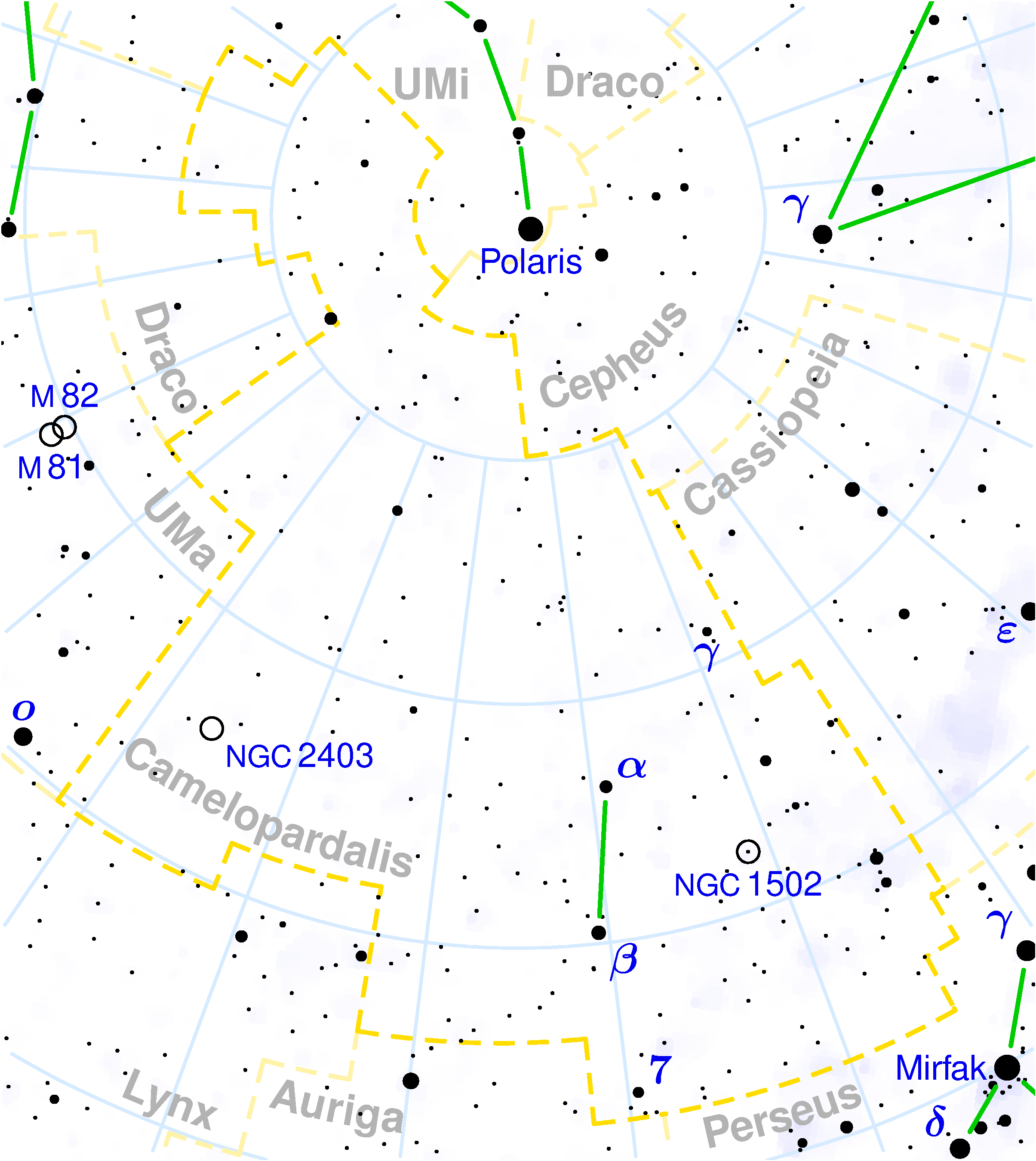
Kaart van het sterrenbeeld Giraffe.

Giraffe (Camelopardalis, afkorting Cam) is een onopvallend sterrenbeeld aan de noorderhemel. De sterren zijn alle circumpolair, dat wil zeggen dat zij op de breedte van de Benelux niet ondergaan en dus een kring beschrijven gedurende hun 'omloop' om de Poolster. Het beeld ligt tussen rechte klimming 3u 11m en 14u 25m en tussen declinatie +53° en +85°. Het sterrenbeeld werd in 1612 ingevoerd door Petrus Plancius.

## Sterren
Dit sterrenbeeld heeft geen heldere sterren, de helderste, beta Camelopardalis, heeft magnitude 4,03.
- Alpha Camelopardalis

## Telescopisch waarneembare objecten

### New General Catalogue(NGC)
NGC 1469, NGC 1485, NGC 1501, NGC 1502, NGC 1530, NGC 1560, NGC 1569, NGC 1573, NGC 1708, NGC 1961, NGC 2128, NGC 2146, NGC 2253, NGC 2256, NGC 2258, NGC 2268, NGC 2314, NGC 2336, NGC 2347, NGC 2363, NGC 2366, NGC 2403, NGC 2404, NGC 2408, NGC 2441, NGC 2460, NGC 2523, NGC 2544, NGC 2550, NGC 2551, NGC 2591, NGC 2633, NGC 2634, NGC 2636, NGC 2646, NGC 2653, NGC 2655, NGC 2715, NGC 2732, NGC 2748, NGC 2760, NGC 3901, NGC 4127, NGC 5295, NGC 5640

### Index Catalogue (IC)
IC 334, IC 342, IC 356, IC 361, IC 381, IC 391, IC 396, IC 440, IC 442, IC 445, IC 449, IC 450, IC 451, IC 467, IC 499, IC 511, IC 512, IC 520, IC 529, IC 2062, IC 2133, IC 2174, IC 2179, IC 2184, IC 2209, IC 2389, IC 2438, IC 2440, IC 3568 (de planetaire nevel die door Robert Grant Aitken was ontdekt en de bijnaam Lemon Slice Nebula kreeg).

## Kemble's sterrenrij (Kemble's Cascade, Kemble 1)
Alhoewel het sterrenbeeld Giraffe onopvallend is, herbergt het een van de meest verrekijker-vriendelijke asterisms van de circumpolaire sterrenhemel. Kemble's Cascade is een sterrenrij noordelijk-voorafgaand aan de open sterrenhoop NGC 1502. Het werd in 1980 ontdekt door de amateur astronoom Lucian Kemble (1922-1999) die er vervolgens een brief over schreef naar Walter Scott Houston (een van de meest ervaren amateur astronomen van de VS). Walter Scott Houston vermeldde het bestaan van Kemble's sterrenrij in een artikel dat verscheen in het magazine Sky & Telescope. Kemble's Cascade is ook vermeld in de Sky Catalogue 2000.0 Volume 2: Double Stars, Variable Stars and Nonstellar Objects, op bladzijde xlvii van het hoofdstuk Glossary of Selected Astronomical Names, alsook in Deep-Sky Name Index 2000.0 van Hugh C. Maddocks (Foxon-Maddocks Associates).

## Pazmino's groep (Pazmino's Cluster, Stock 23)
Op het zuidelijk gedeelte van het grensgebied tussen de sterrenbeelden Giraffe en Cassiopeia is de open sterrenhoop Stock 23 te vinden, ook wel bekend als Pazmino's groep (Pazmino's Cluster). Deze sterrenhoop herbergt de dubbelster Σ 362 (Struve 362). Stock 23 kan eerder omschreven worden als zijnde een asterism in plaats van een echte open sterrenhoop, mede door het beperkt aantal sterren die er in te vinden zijn. Pazmino's Cluster is vermeld in de Sky Catalogue 2000.0 Volume 2: Double Stars, Variable Stars and Nonstellar Objects, op bladzijde xlviii van het hoofdstuk Glossary of Selected Astronomical Names, alsook in Deep-Sky Name Index 2000.0 van Hugh C. Maddocks (Foxon-Maddocks Associates).

## Integral Sign Galaxy
Het sterrenstelsel UGC 3697 op 7u 11m 4s / +71° 50' draagt de bijnaam Integral Sign Galaxy. Bron: Sky Catalogue 2000.0 Volume 2: Double Stars, Variable Stars and Nonstellar Objects, op bladzijde xlvii van het hoofdstuk Glossary of Selected Astronomical Names, alsook in Deep-Sky Name Index 2000.0 van Hugh C. Maddocks (Foxon-Maddocks Associates).

## Tonatiuh en Meztli
In het sterrenbeeld Giraffe heeft de ster HD 104985 de benaming Tonatiuh gekregen omdat er een planeet rond draait die op zijn beurt de naam Meztli draagt (beide namen, Tonatiuh en Meztli, zijn door de Internationale Astronomische Unie - IAU, officieel erkend).

## Andere erkende (en niet-erkende) namen (en bijnamen) van sterren en objecten in de Giraffe
- Shaowei / Shaou Wei (Alpha Camelopardalis).
- Bei Ji Wu (Σ 1694).
- Zi Wei You Yuan Qi (BK Camelopardalis).
- Zi Wei You Yuan Wu (43 Camelopardalis).
- De planetaire nevel IC 3568 kreeg de bijnaam Citroenschijf Nevel (Lemon Slice Nebula).
- De planetaire nevel NGC 1501 is ook wel bekend als de Oester Nevel (Oyster Nebula).
- Hertzsprung's Object op 4:16:00 / +60°01' is waarschijnlijk een defekt op een van de fotografische platen genomen van betreffend gebied in dit sterrenbeeld. Bron: Sky Catalogue 2000.0 Volume 2: Double Stars, Variable Stars and Nonstellar Objects, bladzijde xlvii in het hoofdstuk Glossary of Selected Astronomical Names.
- Flying V (IC 2184).

## Aangrenzende sterrenbeelden
(met de wijzers van de klok mee)
- Cepheus
- Cassiopeia
- Perseus
- Voerman (Auriga)
- Lynx
- Grote Beer (Ursa Major)
- Draak (Draco)
- Kleine Beer (Ursa Minor)